# がか座AB星
がか座AB星（がかざABせい、AB Pictoris、AB Pic）は、がか座の方向に約163光年の距離にあるK型星である。2005年、撮像観測によって恒星の周りを公転運動しているとみられる伴天体、がか座AB星bの発見が報告された。この伴天体の質量は、褐色矮星と惑星の境界程度であると推定された。

## 特徴
| 太陽 | がか座AB星 |
| ---- | ---------- |
| 太陽 | Exoplanet  |

がか座AB星は元々、きょしちょう座-とけい座アソシエーションの一員とされていた。物理的性質の違いから、がか座β運動星団、或いはりゅうこつ座アソシエーションの一員であるとする説もあるが、いずれの場合でも、がか座AB星は年齢がおよそ3000万年という若い恒星と考えられる。がか座AB星という名称は、変光星名で、変光星総合カタログに収録されている変光星であるが、変光星型は恐らくりゅう座BY型変光星であるとされているものの、明らかにはなっていない。

## 伴天体
ヨーロッパ南天天文台の観測グループは、2003年と2004年に、VLTの補償光学装置を使って、近赤外線でのがか座AB星の撮像を行い、がか座AB星から5.4秒離れた位置に、暗く赤い点光源を検出して、これをがか座AB星bと呼んだ。複数回の観測を通じて、がか座AB星bは、がか座AB星と共通する固有運動を行い、両者は物理的に結びついた天体であると結論付けられた。がか座AB星bのスペクトル型は、L0からL3と推定され、褐色矮星の進化理論を適用して、質量が木星の13倍から14倍と推定された。
ただし、若い天体を理論で正確に再現するのは難しく、この推定は不定性が大きい。星形成の理論と、中心星からの距離（~260AU）からすると、褐色矮星の方がもっともらしいが、惑星とどちらに分類すべきか、これだけでは明らかにできなかった。その後、がか座AB星bのより詳しい分光観測が行われ、惑星ではなく褐色矮星と考えるのが妥当であるとの結論になっている。
| 名称 （恒星に近い順） | 質量          | 軌道長半径 （天文単位） | 公転周期 (日) | 軌道離心率 | 軌道傾斜角 | 半径         |
| --------------------- | ------------- | ----------------------- | ------------- | ---------- | ---------- | ------------ |
| b                     | 13.5 ± 0.5 MJ | 260                     | —             | —          | —          | 1.4 - 2.2 RJ |